# مینا افتاده
مینا افتاده( زاده ی ۱۶ تیر ۱۳۳۳) نوازنده سنتور و موسیقی‌دان اهل ایران است.

## زندگی‌نامه
مینا افتاده ۱۶ تیر ۱۳۳۳ در تهران متولد شد. برادر بزرگتر او، «محسن افتاده» نوازنده فاگوت در ارکستر سمفونیک تهران بود و خواهرش «مینو افتاده» کمانچه می‌نواخت. سال ۱۳۴۳ در سن ۱۰ سالگی به هنرستان موسیقی ملی راه یافت و در سال ۱۳۵۵ مدرک لیسانس نوازندگی سنتور را دریافت کرد. از استادان او می‌توان به ارفع اطرائی، محمد حیدری، حسین دهلوی، محمود کریمی، فرهاد فخرالدینی و مصطفی کمال پورتراب، شاهین فرهت، پرویز منصوری و احمد پژمان اشاره نمود. وی پس از پایان تحصیلات به مدت ۱۰ سال نزد فرامرز پایور به فراگیری فنون و شیوه اجرای ردیف موسیقی ایران پرداخت. در سال ۱۳۸۳ از سوی وزارت فرهنگ و ارشاد، گواهی نامه درجه یک هنری به او اعطاء شد.
او به سبب پژوهش در زمینه موسیقی، در سومین جشنواره آوای مهر لوح تقدیر دریافت کرد.
در تاریخ ۴ آذر ۱۳۹۶ در آیین سومین «سال نوای موسیقی ایران» از «مینا افتاده» تقدیر به عمل آمد و تندیس «سال نوا» و لوح تقدیر به وی اهداء شد.
در ۶ بهمن ۱۳۹۷ در جشن نوزدهمین سالگرد تأسیس خانه موسیقی ایران از «مینا افتاده» با اهداء لوح و تندیس خانه موسیقی٬ تقدیر شد.

## فعالیت‌های هنری
از جمله فعالیت‌های هنری مینا افتاده به موارد زیر می‌توان اشاره نمود:
- همکاری با ارکستر صبا به رهبری حسین دهلوی
- همکاری با ارکستر بانوان به سرپرستی افلیا پرتو
- همکاری با گروه سازهای ملی به سرپرستی فرامرز پایور
- همکاری با گروه تمبک نوازان به سرپرستی محمد اسماعیلی
- همکاری با گروه شیدا به سرپرستی محمدرضا لطفی (۱۳۶۳
- اجرای کنسرت در داخل و خارج از ایران
- سرپرستی گروه سازهای ملی وابسته به انجمن ژونس موزیکال ایران
- تدریس در هنرستان موسیقی (از ۱۳۵۱)
- تدریس در مرکز کارگاه موسیقی کودکان و نوجوانان وابسته به سازمان رادیو و تلویزیون
- عضو هیئت داوران جشنواره موسیقی فجر (۱۳۷۴ تا ۱۳۷۷ و ۱۳۸۷)
- عضو هیئت داوران جشنواره ملی موسیقی جوان[۵]
- عضو شورای فنی هنرستان موسیقی دختران از آغاز فعالیت شورا (۱۳۷۲ تا ۱۳۸۹)
- عضو شورای تدوین کتاب درسی (مبانی نظری و ساختار موسیقی ایران)

## آثار هنری
از جمله آثاری هنری مینا افتاده به موارد زیر می‌توان اشاره نمود:
- ضبط آلبوم موسیقی «مکتب اصفهان» به سرپرستی محمدرضا لطفی (۱۳۶۳)

کتاب:
- «دوازده پیش‌درآمد و رنگ (از کتاب دستور تار و سه تار دوره متوسطه حسین علیزاده)» همراه لوح فشرده - موسسه فرهنگی هنری ماهور (۱۳۸۳)
- «چهل قطعه برای سنتور» همراه لوح فشرده - مؤسسه فرهنگی هنری ماهور (۱۳۸۳)
- «بیست قطعه برای سنتور (از آثار حسین علیزاده)» همراه لوح فشرده - مؤسسه فرهنگی هنری ماهور (۱۳۸۴)
- «مبانی نظری و ساختار موسیقی ایران» (تألیف هیئت تخصصی مبانی نظری موسیقی ایران) - سازمان چاپ و انتشارات وزارت فرهنگ و ارشاد اسلامی (۱۳۸۶)
- «مبانی نظری موسیقی ایرانی» (به همراه: حسین علیزاده، هومان اسعدی، علی بیانی، مصطفی کمال ‌پورتراب، ساسان فاطمی) - مؤسسه فرهنگی هنری ماهور (۱۳۸۸)
- «۳۳ قطعه برای سنتور از آثار استادان موسیقی ایران» همراه لوح فشرده - مؤسسه فرهنگی هنری ماهور (۱۳۷۸)
- «ردیف استاد ابولحسن صبا برای سنتور چپ کوک» - مؤسسه فرهنگی هنری ماهور (۱۳۹۰)[۷]
- «پیوند (قطعاتی از استاد فرامرز پایور)» - مؤسسه فرهنگی هنری ماهور (۱۳۹۰)
- «ردیف دوره متوسطه برای سنتور» همراه لوح فشرده - مؤسسه فرهنگی هنری ماهور (۱۳۹۲)
- «گفتگو (دو نوازی‌های استاد فرامرز پایور)» همراه لوح فشرده - مؤسسه فرهنگی هنری ماهور (۱۳۹۴)
- «هفت پیکر و رنگ‌های سنتی استاد پایور» - مؤسسه فرهنگی هنری ماهور (۱۳۹۵)[۸]
- «تصنیف‌های استاد فرامرز پایور» - مؤسسه فرهنگی هنری ماهور (۱۳۹۶)[۹]